# Harqorūsh
Harqorūsh (persiska: چقا بلك هرقروش, هرقروش, Choqā Balak-e Harqorūsh) är en ort i Iran.   Den ligger i provinsen Ilam, i den västra delen av landet, 500 km sydväst om huvudstaden Teheran. Harqorūsh ligger 863 meter över havet och antalet invånare är 116.
Terrängen runt Harqorūsh är varierad.Runt Harqorūsh är det ganska glesbefolkat, med 39 invånare per kvadratkilometer. Närmaste större samhälle är Lūmār, 9,3 km söder om Harqorūsh. Omgivningarna runt Harqorūsh är i huvudsak ett öppet busklandskap.